# TRADD
TRADD est une protéine adaptatrice intervenant dans l'apoptose. Elle possède des domaines DD (Death Domain) qui lui permettent d'interagir avec les domaines DD des récepteurs de morts. Elle possède également des domaines DED (Death Effector Domain) qui lui permettent d'interagir avec les DED des protéines caspases. Ce sont des interactions de type homophilique.